# انجمن فی بتا کاپا
انجمن فی بتا کاپا (ΦΒΚ) در سال ۱۷۷۶ تأسیس شده‌است و به بهترین و درخشان‌ترین دانشجویان علوم و هنر در ۲۸۶ دانشگاه برتر در کل آمریکا عضویت افتخاری می‌دهد. از ۴۴ رئیس جمهور آمریکا، ۱۷ نفر عضو فی بتا کاپا بودند. بیل کلینتون، جورج بوش پدر و جیمی کارتر آخرین رؤسای جمهوری بودند که عضو این انجمن شدند.